# Focus (pel·lícula de 2001)
Focus (títol original en anglès: Focus) és una pel·lícula estatunidenca de 2001, dirigida per Neal Slavin i que està basada en la primera novel·la escrita pel dramaturg Arthur Miller, publicada per primera vegada l'any 1945. Els protagonistes són William H. Macy, Laura Dern, David Paymer, i el cantant de rock Meat Loaf. Ha estat doblada al català.

## Argument
Al final de la Segona Guerra Mundial, en un barri de Brooklyn, algunes persones creuen identificar a una persona com a jueva, en un moment en el qual el sentiment antisemita s'ha ensenyorit de molts dels veïns.

## Repartiment
- William H. Macy: Lawrence Newman
- Laura Dern: Gertrude Hart
- David Paymer: Mr. Finkelstein
- Meat Loaf: Fred
- Kay Hawtrey: Mrs. Newman
- Michael Copeman: Carlson
- Kenneth Welsh: el pare Crighton
- Joseph Ziegler: Mr. Gargan
- Arlene Meadows: Mrs. Dewitt
- Peter Oldring: Willy Doyle
- Robert McCarrol: Meeting Hall Man
- Shaun Austin-Olsen: Sullivan
- Kevin Jubinville: Mr. Cole Stevens
- B.J. McQueen: Mel

## Rebuda
La pel·lícula va passar desapercebuda en la seva estrena, malgrat estar basada en la novel·la d'Arthur Miller. Amb el pas del temps ha quedat una mica oblidada, encara que conté elements de crítica social i reflexions entorn de l'ètica en el comportament i a qüestions relacionades amb els sentiments religiosos.
Rotten Tomatoes indica que d'un total de 81 crítiques el 56 % és favorable. Aquestes en la seva majoria coincideixen que malgrat les bones intencions de la pel·lícula els resultats semblen una mica antiquats."
Premis: Festival Internacional Karlovy Vary: Millor Actor (William H. Macy)